# Boelckea beckii
Boelckea beckii är en grobladsväxtart som beskrevs av R. Rossow. Boelckea beckii ingår i släktet Boelckea och familjen grobladsväxter. Inga underarter finns listade i Catalogue of Life.